# コメディー道中でござる
『コメディー道中でござる』（コメディーどうちゅうでござる）は、2004年から2006年までNHK総合テレビで放送された、江戸時代をテーマにし東海道五十三次をめぐるバラエティ番組。全50回。

## 概要
2004年4月に『コメディーお江戸でござる』をリニューアルする形でスタート。放送時間はこれまでと同じく、毎週木曜日20:00～20:43（JST）だった。大衆演劇公演風のスタジオ収録である点も引き継いだが、それまでの江戸を離れ、1年をかけて東海道五十三次の各宿場町を描くスタイルとなった。
『お江戸でござる』と同じく、収録は渋谷のNHK放送センター内にあるCT-101スタジオに、江戸時代の芝居小屋をイメージしたセットを建てて行われた。なお防災上の制約があるため、2004年度は一般の観覧者を招いた公開録画はしていなかった（地方収録を除く）。
前半30分は芝居、後半15分は歌（番組オリジナル曲で三番まで長々と歌う）、石川英輔の大江戸おもしろ事情である。

## シリーズの終焉
2005年4月からは土曜特集枠の地方公開収録番組（原則として毎月第3週に放送）となり、全国各地のホールを回って江戸時代のその地を舞台にした芝居を繰り広げる内容にリニューアルされた。
2006年3月4日の放送をもって終了。1994年8月から始まった『コメディーお江戸でござるシリーズ』は12年間の放送に終止符を打った。
2024年現在、DVDなどのソフト化やネット配信等は一切行われていない。

## スタッフ
- 構成 - 井上頌一
- 脚本 - 滝大作
- 音楽 - 藤野浩一
- 取材 - 布施卓哉 (第1・10・12・14・16・18〜19・22・26回)、町田麻美 (第2・15回)、小澤寛 (第3回)、後藤恵 (第4・11・13・17・20回)
- 演出 - 松崎浩 (第1〜4・10・13回)、有田康雄 (第11・16・22回)、小澤寛 (第12・15・20回)、島田源領 (第14・17〜18・26回)、町田麻美 (第19回)
- 美術 - 小味山潤 (第1〜4・11・13・15・17〜18・22回)、森内大輔 (第10・12・14・16・19〜20・26回)
- 技術 - 濱㟢渉 (第1〜2回)、斉藤広二 (第3・11〜13・15・20・26回)、新条茂生 (第4・10・14・16〜17・19・22回)、八田野光司 (第18回)
- 撮影 - 後藤祥子 (第1・3〜4・10・12〜13・15・17〜19・22回)、大和田裕美子 (第2・11・14・16・20・26回
- 照明 - 白井弘樹 (第1・12回)、加藤稔雄 (第2回)、竹市光男 (第3回)、戸賀瀬昌美 (第4・19〜20・26回)、鈴木幸次 (第10・15・17〜18回)、岩田研二 (第11・14・16・22回)、打越裕次 (第13回)
- 音声 - 吉澤正道 (第1・3・11・13・15・17〜19・26回)、小幡一嘉 (第2・4・10・12・14・16・20・22回)
- 映像技術 - 堀之内崇光 (第1回)、杉本徹 (第2回)、波塚保 (第3・19回)、山下輝良 (第4回)、生井明彦 (第10・13回)、生水徹 (第11回)、西村逸人 (第12・14回)、橋本潤 (第16・20・22・26回)、山口知恵 (第17回)、加藤可行 (第18回)
- 制作統括 - 藪下眞宏、阿部豊
- 公開事業 - 岡本伸三 (第18回)
- 所作指導 - 東水舎東八 (第3回)、花柳糸之 (第3・18回)
- 資料提供 - 平木浮世絵美術館
- 共同制作 - NHKエンタープライズ21
- 制作協力 - NHKテクニカルサービス

## 出演者

### レギュラー
- 桜金造
- 魁三太郎
- 重田千穂子
- 角替和枝
- 阿知波悟美（レギュラー版のみ）
- カンカラ
- 松金よね子（土曜特集版のみ）
- 石川英輔（作家。芝居終了後に江戸時代の生活についての解説をする「大江戸おもしろ事情」コーナー担当）

### 準レギュラー
- 篠田拓馬
- 宮崎瑶希

### 出演歌手（週交代）
- 川中美幸
- 神野美伽
- 長山洋子
- 藤あや子
- 石原詢子
- 伍代夏子
- 林あさ美
- 由紀さおり
- 坂本冬美
- 谷本知美
- 中村美律子

### 進行役（土曜特集）
- 上田早苗アナウンサー

## 放送リスト
参考資料：週刊TVガイド、NHKウイークリーステラ、朝日新聞、NHKクロニクル、テレビ視聴率月報（関東地区）

### レギュラー版
メインメンバー：桜金造、重田千穂子、魁三太郎、角替和枝、阿知波悟美、カンカラ
- 赤字は最高視聴率、青字は最低視聴率を示す。

| 回 | 放送日         | サブタイトル           | 宿場       | 大江戸おもしろ事情 | 演出     | ゲスト（準レギュラー含む）                                   | 備考                               | 視聴率 |
| -- | -------------- | ---------------------- | ---------- | ------------------ | -------- | ------------------------------------------------------------ | ---------------------------------- | ------ |
| 1  | 2004年 4月1日  | 往きつ戻りつ日本橋     | 日本橋     | 数字で見る東海道   | 松崎浩   | 笹野高史、中尾明慶、風間俊介、宮崎瑶希、川中美幸             | 放送ライブラリーにて視聴可能       | 9.6%   |
| 2  | 4月8日         | 恋は二度と品川宿       | 品川宿     | 旅の安全           | 松崎浩   | 柄本明、萩原流行、神野美伽                                   |                                    | 10.8%  |
| 3  | 4月15日        | 逃げろ我先、川崎宿     | 川崎宿     | 旅とお金           | 松崎浩   | 佐藤B作、綾田俊樹、風間俊介、伍代夏子                        |                                    | 12.5%  |
| 4  | 4月22日        | やっとの思い、神奈川宿 | 神奈川宿   | 江戸の照明         | 松崎浩   | 斉藤暁、いとうまい子、中尾明慶、由紀さおり                   |                                    | 10.5%  |
| 5  | 5月6日         | 絡んだ糸を保土ヶ谷宿   | 保土ヶ谷宿 | エネルギー事情     |          | 綿引勝彦、松村雄基、宮崎瑶希、石原詢子                       |                                    | 12.6%  |
| 6  | 5月13日        | とんだ盗人 戸塚まえ    | 戸塚宿     |                    |          | 林与一、松金よね子、藤あや子                                 |                                    | 10.2%  |
| 7  | 5月20日        | さがり藤沢 千両のぼり  | 藤沢宿     | 信心               |          | 水谷八重子、長山洋子、由紀さおり                             |                                    | 13.7%  |
| 8  | 5月27日        | こころ平塚 開かぬか    | 平塚宿     |                    |          | 三浦浩一、川中美幸、竹下景子                                 |                                    | 9.4%   |
| 9  | 6月3日         | 恨み晴らすに大磯がし   | 大磯宿     | 共通の教養         |          | 波乃久里子、笹野高史、宮崎瑶希、神野美伽                     |                                    | 10.4%  |
| 10 | 6月10日        | 小田原笑えぬ峠みち     | 小田原宿   | 手形               | 松崎浩   | 小宮孝泰、林あさ美、竹下景子                                 |                                    | 10.4%  |
| 11 | 6月17日        | 箱根の山は手形の険     | 箱根宿     | 版画               | 有田康雄 | 曽我廼家八十吉、石原詢子                                     |                                    | 11.3%  |
| 12 | 7月1日         | 居残りおとこ気 三島宿  | 三島宿     | 飛脚               | 小澤寛   | 風間杜夫、斉藤暁、宮崎瑶希、林あさ美                         |                                    | 11.7%  |
| 13 | 7月8日         | 酒も沼津に跡継ぎ捜し   | 沼津宿     | 暮らしと月         | 松崎浩   | 細川俊之、川中美幸                                           |                                    | 10.5%  |
| 14 | 7月15日        | はら原絵師にわな仕掛け | 原宿       | 歌川広重           | 島田源領 | 榎木孝明、石丸謙二郎、篠田拓馬、長山洋子                     |                                    | 12.2%  |
| 15 | 7月22日        | 養子縁組み もう吉原    | 吉原宿     | 日本人と馬         | 小澤寛   | 笹野高史、宮崎瑶希、伍代夏子、竹下景子                       |                                    | 10.3%  |
| 16 | 7月29日        | 蒲原ないと大でいり     | 蒲原宿     | 大工道具           | 有田康雄 | 村井国夫、太川陽介、篠田拓馬、藤あや子                       |                                    | 11.8%  |
| 17 | 8月5日         | 礼を由比ます姉さまに   | 由比宿     | 富士山             | 島田源領 | 金田龍之介、風間俊介、由紀さおり                             |                                    | 9.9%   |
| 18 | 9月2日         | どこに犬山ご先祖様     | 犬山       | からくり人形       | 島田源領 | 水谷八重子、笹野高史、篠田拓馬、宮崎瑶希、川中美幸、竹下景子 | 愛知県・犬山市民文化会館にて収録   | 11.2%  |
| 19 | 9月9日         | 興津きですかこのご縁   | 興津宿     | 番付               | 町田麻美 | 小宮孝泰、風間俊介、加賀美幸子（声のみ）、由紀さおり         |                                    | 11.9%  |
| 20 | 9月16日        | 江尻鉢巻 大立ち回り    | 江尻宿     | 和船               | 小澤寛   | 松村雄基、石原詢子                                           |                                    | 10.4%  |
| 21 | 9月23日        | 甘い安倍川 初恋に府中  | 府中宿     | 東海道中膝栗毛     |          | 前田淳、風間俊介、宮崎瑶希、林あさ美                         |                                    | 12.3%  |
| 22 | 9月30日        | 丸子収める 賽の目人情  | 丸子宿     | 宴会               | 有田康雄 | 九十九一、宮崎瑶希、藤あや子                                 |                                    | 9.8%   |
| 23 | 10月7日        | 岡部さまです化物退散   | 岡部宿     | 妖怪               |          | 萩原流行、石丸謙二郎、篠田拓馬、藤あや子                     |                                    | 11.0%  |
| 24 | 10月14日       | 下がり藤枝 夜空の錦絵  | 藤枝宿     | 花火               |          | 柄本明、風間俊介、宮崎瑶希、林あさ美                         |                                    | 12.2%  |
| 25 | 10月21日       | おっ金谷 大泥棒参上    | 金谷宿     | 日本左衛門         |          | 相島一之、篠田拓馬、宮崎瑶希、坂本冬美                       |                                    | 11.5%  |
| 26 | 11月4日        | いささか日坂 狐の人情  | 日坂宿     | 不思議な石         | 島田源領 | 波乃久里子、阿南健治、宮崎瑶希、石原詢子                     |                                    | 10.4%  |
| 27 | 11月11日       | 島田いまだに川留め也   | 島田宿     | 島田髷             |          | 左とん平、でんでん、篠田拓馬、由紀さおり                     |                                    | 11.9%  |
| 28 | 11月18日       | 情掛川 火消しの晴れ姿  | 掛川宿     | 凧                 |          | 風間杜夫、風間俊介、神野美伽、由紀さおり                     |                                    | 11.1%  |
| 29 | 11月25日       | その場袋井 隠し子登場  | 袋井宿     | 銅大国・日本       |          | 松金よね子、坂本冬美、由紀さおり                             |                                    | 10.7%  |
| 30 | 12月2日        | 大空飛ぶ夢見付た       | 見付宿     | 科学と技術         |          | 笹野高史、太川陽介、宮崎瑶希、川中美幸                       |                                    | 9.3%   |
| 31 | 12月9日        | 浜松誰待つ母子の涙     | 浜松宿     | 木綿               |          | 中村歌昇、九十九一、篠田拓馬、長山洋子                       |                                    | 10.1%  |
| 32 | 12月16日       | まさか舞阪可愛いや船頭 | 舞坂宿     | 江戸の漁業         |          | 三浦浩一、風間俊介、谷本和美                                 |                                    | 9.7%   |
| 33 | 2005年 1月13日 | 新居稼ぎで不正な蓄財   | 新居宿     | 紋                 |          | 青山良彦、宮崎瑶希、伍代夏子、由紀さおり                     |                                    | 11.1%  |
| 34 | 1月20日        | 男に何か八日市奇譚     | 八日市     | 近江商人           |          | 篠田拓馬、宮崎瑶希、竹下景子、神野美伽                       | 滋賀県・八日市文化芸術会館にて収録 | 10.8%  |
| 35 | 1月27日        | 知るか白須賀 お袋の心  | 白須賀宿   | 参勤交代           |          | 相島一之、宮崎瑶希、坂本冬美                                 |                                    | 12.3%  |
| 36 | 2月3日         | 二川むけた いい盗人    | 二川宿     | 錠と鍵             |          | 左とん平、斉藤暁、神野美伽                                   |                                    | 10.5%  |
| 37 | 2月10日        | 喧嘩は吉田 めでた萬歳  | 吉田宿     | 左官               |          | 笹野高史、小宮孝泰、林あさ美                                 |                                    | 9.9%   |
| 38 | 2月17日        | 御油るりともせず旅鴉   | 御油宿     | 桶と樽             |          | 佐藤B作、坂本冬美、由紀さおり                                |                                    | 12.2%  |
| 39 | 2月24日        | 何と赤坂なお振る舞い   | 赤坂宿     | ろうそく           |          | 熊倉一雄、風間俊介、宮崎瑶希、石原詢子                       |                                    | 8.8%   |
| 40 | 3月3日         | ご無事か藤川風雲急なり | 藤川宿     | 高札               |          | 水谷八重子、阿南健治、篠田拓馬、由紀さおり                   |                                    | 12.7%  |
| 41 | 3月10日        | 岡崎おかしき 親子の情  | 岡崎宿     | 橋                 |          | 萩原流行、いとうまい子、篠田拓馬、林あさ美                   |                                    | 12.8%  |
| 42 | 3月17日        | 知立散々 愛馬の別れ    | 知立宿     | 人と動物           |          | 風間俊介、篠田拓馬、宮崎瑶希、坂本冬美、由紀さおり           | レギュラー放送終了                 | 11.4%  |

特別番組
2004年8月12日19:30には、「道中でござるスペシャル 『外国人が見た幕末江戸』」と題し、4番組対抗のクイズ特番が行われた。問題は道中でござるのメンバーが芝居などを通して出題された。シンキングや正解などの音楽は『クイズ面白ゼミナール』のものを使用。NHK総合テレビジョンで放送。
- 司会：石澤典夫アナウンサー
- 解説・クイズ出題：石川英輔
- 解答者
  - 英語でしゃべらナイトチーム
    - ケリー・デューク、釈由美子

  - ドイツ語会話チーム
    - マックス・ザインシュ、ともさと衣

  - スペイン語会話チーム
    - ベゴーニャ・ビジャマリン、武田修宏

  - ロシア語会話チーム
    - エレーナ・ラソヒナ、さとう珠緒

- 出演：桜金造、重田千穂子、魁三太郎、角替和枝、阿知波悟美、カンカラ、宮崎瑶希
- 脚本：井上頌一
- 視聴率：12.4%

（視聴率は関東地区・ビデオリサーチ社調べ）

### 特番時代（土曜特集枠）
メインメンバー：桜金造、重田千穂子、魁三太郎、角替和枝、松金よね子、カンカラ
| 回 | 放送日         | サブタイトル         | 地域   | 大江戸おもしろ事情 | 作 | 演出 | ゲスト（準レギュラー含む）                           | 収録会場                         |
| -- | -------------- | -------------------- | ------ | ------------------ | -- | ---- | ---------------------------------------------------- | -------------------------------- |
| 43 | 2005年 4月16日 | 名も高山の祭は男気   | 高山   | 和紙               |    |      | 風間杜夫、笹野高史、風間俊介、川中美幸               | 岐阜県・高山市民文化会館         |
| 44 | 5月21日        | 命笠懸夫婦の絆       | 笠懸   | 絹とCO2            |    |      | 波乃久里子、笹野高史、阿南健治、風間俊介、由紀さおり | 群馬県・笠懸野文化ホール         |
| 45 | 6月18日        | 千住大橋天保父子伝   | 江戸   | 長屋とCO2          |    |      | 阿南健治、長山洋子                                   | 東京都・文京シビックホール       |
| 46 | 8月20日        | めざすかたきを宇都宮 | 宇都宮 | 森とCO2            |    |      | 柄本明、松村雄基、坂本冬美                           | 栃木県・栃木県総合文化センター   |
| 47 | 10月15日       | さいたまさかの菊の花 | 大宮   | 花                 |    |      | 笹野高史、斉藤暁、風間俊介、藤あや子、由紀さおり     | 埼玉県・大宮ソニックシティ       |
| 48 | 11月19日       | 昇る旭の水滸伝       | 旭     | いわし             |    |      | 左とん平、三浦浩一、竹下景子、藤あや子               | 千葉県・東総文化会館             |
| 49 | 2006年 2月4日  | 渡る世間は大坂小坂   | 大東   | 大阪の偉人たち     |    |      | 九十九一、阿知波悟美、風間俊介、中村美律子           | 大阪府・大東市立総合文化センター |
| 50 | 3月4日         | 綾瀬る顔なし一座解散 | 綾瀬   | 逝きし世の面影     |    |      | 風間俊介、竹下景子、由紀さおり                       | 神奈川県・綾瀬市文化会館         |

## 映像の一般公開
2019年現在、神奈川県横浜市の横浜情報文化センター内にある、放送ライブラリーにて本番組の第1回の映像が一般公開されている。